# Marcin Wójcik (dziennikarz)
Marcin Wójcik (ur. 1981 w Rabce-Zdroju) – polski dziennikarz, reporter „Dużego Formatu”, magazynu reporterskiego „Gazety Wyborczej”.

## Życiorys
Absolwent Papieskiej Akademii Teologicznej w Krakowie, Polskiej Szkoły Reportażu w Warszawie i studiów podyplomowych w Szkole Głównej Gospodarstwa Wiejskiego w Warszawie. Pracę zaczynał w telewizji i radiu. Siedem lat pracował w tygodniku „Gość Niedzielny”. Od 2013 pracuje w „Dużym Formacie”, magazynie reporterskim „Gazety Wyborczej”. Zajmuje się tematyką Kościoła, wsi, życia polityków i łamania praw pracowniczych.
Swoją wiedzę na temat Kościoła przekuł w dwie zauważone książki, ukazujące funkcjonowanie mediów wyznaniowych w Polsce oraz polskie środowisko księżowskie. Pierwsza (W rodzinie ojca mego) dotyczy Rodziny Radia Maryja, druga (Celibat. Opowieści o miłości i pożądaniu) opowiada o seksualności księży.
Jest również autorem książki Gęsiego. Z miasta na wieś. Jest to reporterska opowieść o współczesnej wsi. 
Był nominowany do nagród dziennikarskich: Grand Press, Nagrody Newsweeka im. Teresy Torańskiej i europejskiej True Story Award.

## Publikacje książkowe[5]
- 2015: W rodzinie ojca mego, Wydawnictwo Czarne; zbiór reportaży
- 2017: Celibat. Opowieści o miłości i pożądaniu, Wydawnictwo Agora; zbiór reportaży
- 2023: Gęsiego. Z miasta na wieś, Wydawnictwo Agora